# بودوين دي غير
بودوين دي غير (بالهولندية: Boudewijn de Geer)‏ هو لاعب كرة قدم ومدرب كرة قدم هولندي في مركز الهجوم، ولد في 24 يونيو 1955 في لاهاي في هولندا. لعب مع أدو دين هاغ ودي غرافشاب وكوينزلاند ليونز ونادي إيركوليس ونادي ليلستروم ونادي مولده ونادي هارلم.